# Rover (EP)
Pour les articles homonymes, voir Rover.
Albums de Kai
Peaches
(2021)
Singles
1. Rover
Sortie : 13 mars 2023

Rover est le troisième EP de l'artiste Kai, un des membres du boys band sud-coréano-chinois EXO, il est sorti le 13 mars 2023 sous SM Entertainment et distribué par Dreamus Company Korea.

## Contexte et sortie
Le 14 février 2023, TV Report a annoncé que Kai préparait son comeback courant mars. À la suite de cela, SM Entertainment a confirmé l'information en précisant que le mini-album sortirait à la mi-mars. 
Deux jours plus tard, le nom de l'EP et sa date de sortie ont été révélés via une première image teaser, l'EP s'intitule Rover et sortira le 13 mars, accompagné du clip-vidéo du single principal portant le même titre. Du 27 février au 12 mars, des images et vidéos teasers sont régulièrement postées. Une vidéo spéciale est sortie le 20 mars, intitulé "Fim : Kai", il reprend le même concept que celle postée à l'occasion de la sortie de son premier EP.

## Chansons
Le premier single "Rover" est une chanson dancehall avec de la basse lourde, du marimba, des cloches et diverses percussions. Les paroles expriment le fait de se débarrasser des contraintes, des points de vue des autres et de vivre librement comme un « vagabond ». "Black Mirror" est une chanson hip-hop R&B avec des paroles qui remettent en question le mode de vie des humains modernes qui dépendent du contenu stimulant et provocateur des médias sociaux. "Bomba" est une chanson de genre dance avec des rythmes de reggaeton. "Slidin'" est une chanson de genre soul R&B qui met en avant des sons de synthé d'arpège et une batterie rythmique. Les paroles comparent le fait de tomber amoureux au premier regard avec quelqu'un que vous rencontrez par hasard avec les vêtements mouillés par une averse soudaine. "Say You Love Me" est une chanson hip-hop R&B accompagnée de batterie et de basse lourde (808). Les paroles dépeignent le désir de l'autre de confirmer son intérêt de manière honnête. "Sinner" est une chanson de genre pop avec un piano et un synthétiseur comme accompagnements. Les paroles expriment le désir de rester pris au piège d'un type d'amour épuisant où l'euphorie et la douleur coexistent.

## Promotion
Une heure avant la sortie du mini-album, Kai a tenu un direct qui a été retransmis en direct sur YouTube. Dans la soirée, il a participé à une émission de radio animée par Wendy. Le 16 mars, il a commencé à interpréter le single principal dans les émissions musicales sud-coréennes.

## Liste des titres
| Rover | Rover           | Rover                                       | Rover                                                                                                  | Rover | Rover | Rover | Rover | Rover | Rover |
| No    | Titre           | Auteur                                      | Producteur(s)                                                                                          | Durée |       |       |       |       |       |
| ----- | --------------- | ------------------------------------------- | --- | ----- | ----- | ----- | ----- | ----- | ----- |
| 1.    | Rover           | Park Tae-won                                | Cristian Tarcea, Dara, Valentina Nikova, YNGA, Young Chance, Gabriel Brandes                           | 2:54  |       |       |       |       |       |
| 2.    | Black Mirror    | Mia (153/Joombas)                           | John "JBL8ZE" Eley, Jordan Dollar, Castle                                                              | 2:55  |       |       |       |       |       |
| 3.    | Slidin'         | Lee Yeon-ji (PNP)                           | Talay Riley, Steve "Tave" Octave                                                                       | 2:43  |       |       |       |       |       |
| 4.    | Bomba           | RGB (lalala studio), Kim Su-min (ARTiffect) | Sam Klempner, Michael Matosic, Jake Torrey                                                             | 3:07  |       |       |       |       |       |
| 5.    | Say You Love Me | danke (lalala studio)                       | Vinny "Vinnyforgood" Verdi, Michael "TruPopGod" Jiminez, Miguel Jiminez, Dominique Logan, Darius Logan | 3:22  |       |       |       |       |       |
| 6.    | Sinner          | Hwang Yoo-bin                               | Koen van de Wardt, Rubén Pol                                                                           | 3:06  |       |       |       |       |       |
| 18:10 |                 |                                             | |       |       |       |       |       |       |

## Classements

### Classements hebdomadaires
| Classement                            | Meilleure position |
| ------------------------------------- | ------------------ |
| South Korea (Circle)                  | 1                  |
| Japanese Digital Albums (Oricon)      | 14                 |
| Japanese Hot Albums (Billboard Japan) | 48                 |

## Prix et nominations

### Programmes de classements musicaux
| Chanson | Programme              | Date         |
| ------- | ---------------------- | ------------ |
| "Rover" | Music Bank (KBS)       | 24 mars 2023 |
| "Rover" | Show! Music Core (MBC) | 25 mars 2023 |

## Historique de sortie
| Pays         | Date         | Format               | Label                                   |
| ------------ | ------------ | -------------------- | --------------------------------------- |
| Corée du Sud | 13 mars 2023 | Téléchargement légal | SM Entertainment, Dreamus Company Korea |
| Monde entier | 13 mars 2023 | CD                   | SM Entertainment                        |